# Tagfahrlicht

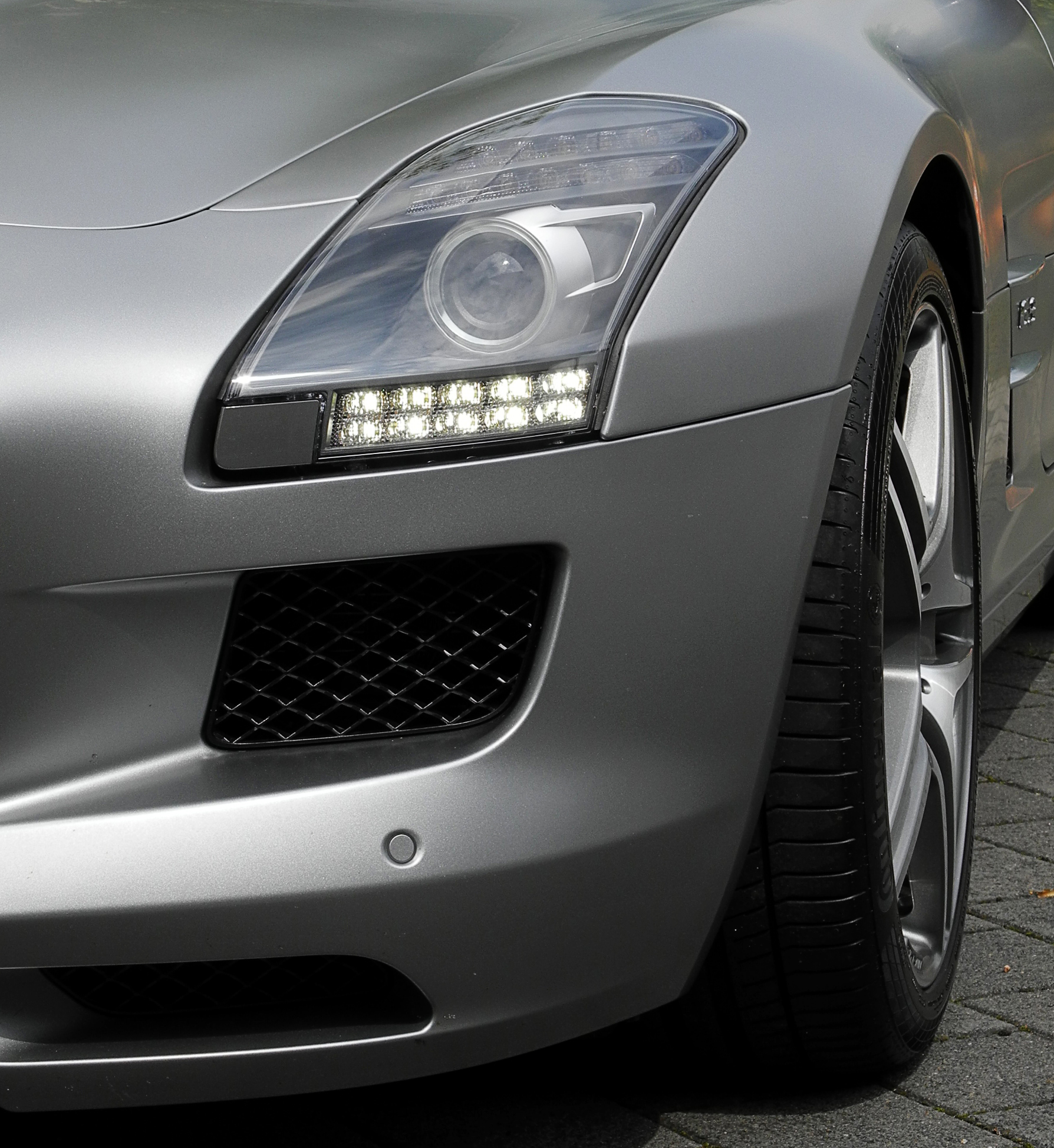
Tagfahrlicht des Mercedes-Benz SLS AMG

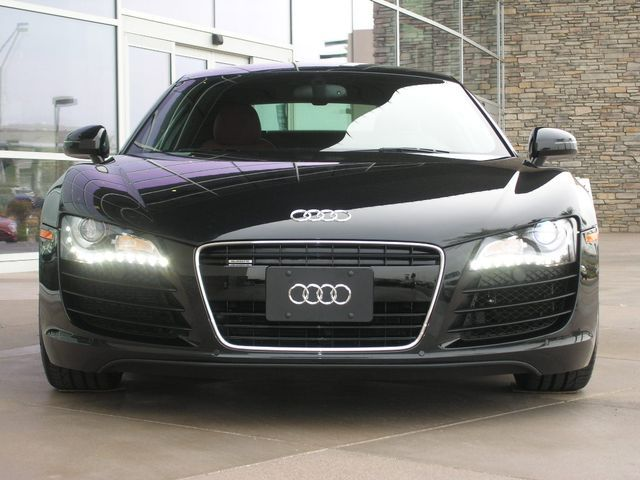
LED-Tagfahrlicht des Audi R8

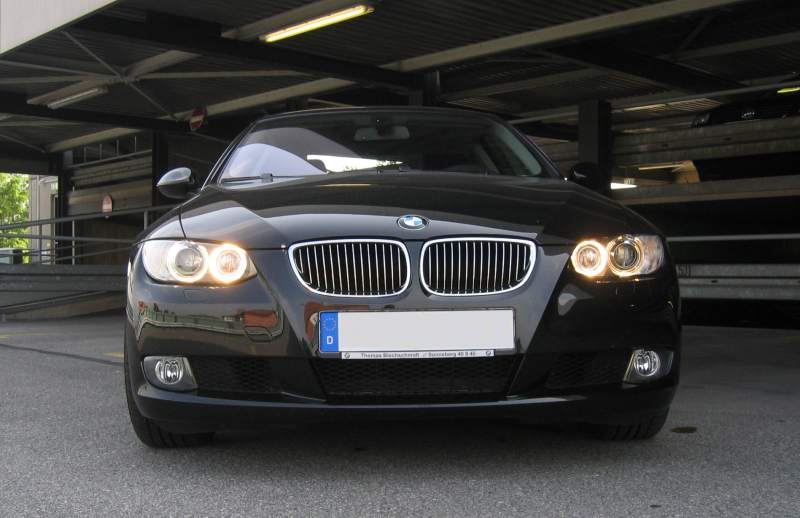
Tagfahrlicht des BMW 3er Coupé

Das Tagfahrlicht (englisch Daytime Running Light), auch Licht am Tag genannt, ist eine Fahrzeugbeleuchtung, die Unfälle durch Übersehen werden verringern soll. In Fachkreisen sind Wirksamkeit und Nachteile noch nicht abschließend geklärt.
Dafür genutzt werden Tagfahrleuchten als Ergänzung zu den Fahrzeugscheinwerfern oder Fahrlichtschaltungen.
Die Verpflichtungen für Tagfahrlicht sind sowohl international als auch europaweit je nach Land stark unterschiedlich.

## Hintergrund
Das Ziel des Tagfahrlichts und die Verpflichtung, auch am Tag Licht zu verwenden, soll gemäß dem Grundsatz „Sehen und gesehen werden“ die Sichtbarkeit des eigenen Fahrzeugs für andere Verkehrsteilnehmer verbessern. Hierdurch sollen Unfälle durch Übersehen werden verringert werden. 
Diesem Vorteil stehen Nachteile von unbeleuchteten Gefahren und für unbeleuchtete Verkehrsteilnehmer gegenüber: Durch das Licht erfolge eine Fixierung auf das unmittelbare Vorfeld des eigenen Fahrzeuges, durch die andere Gefahren wahrscheinlich leichter übersehen werden könnten.
Die Sicherheitseffekte durch Tagfahrlicht wurden und werden in Fachkreisen kontrovers diskutiert. Zum Teil werden aus Studien deutlich positive Effekte auf die Verkehrssicherheit abgeleitet, zum anderen wird eine Gefahr für ungeschützte Verkehrsteilnehmer – vor allem Motorradfahrer – befürchtet. Die meisten der bisherigen Studien zum Thema Tagfahrlicht liefern keine verlässlichen Daten. Dies gilt sowohl für die Pro-, als auch für die Contra-Studien und liegt u. a. an der Komplexität des Themas und des damit einhergehenden hohen Versuchsaufwandes, um statistisch signifikante Ergebnisse zu erhalten. Gerade das Übertragen von Erkenntnissen aus anderen Ländern und das Ableiten von prospektiven Sicherheitseffekten auf andere Länder bleibt in den meisten Fällen fragwürdig.
Das Tagfahrlicht ist eng mit Vorschriften, auch am Tag Licht zu verwenden, verknüpft. Seit einer breiteren Verfügbarkeit von Tagfahrlicht versuchen seit den 1990er und 2000er Jahren manche Staaten mit einer Lichtpflicht am Tag ihre Verkehrssicherheit zu verbessern. Inwieweit dies erfolgreich war, ist häufig ebenfalls umstritten. Im Detail unterscheiden sich die Vorschriften häufig stark. Aus technischer Sicht ist in Europa inzwischen Tagfahrlicht technisch vereinheitlicht in allen Neufahrzeugen seit 2012 vorhanden.

## Technik

### Fahrlichtschaltungen
Fahrlichtschaltungen sind elektrische Schaltungen, mit denen die bestehenden Hauptscheinwerfer mit verminderter Lichtstärke beim Einschalten der Zündung automatisch in Verbindung mit Begrenzungs- und Rücklicht sowie Kennzeichen- und Armaturenbeleuchtung aktiviert werden (skandinavische Version) oder Hauptscheinwerfer und Begrenzungsleuchten vorne, nach dem Lösen der Handbremse (nordamerikanische Version). Die Lichtstärke darf allerdings nicht auf den ECE-87-Wert von 400 Candela gedimmt werden, sondern nur innerhalb der engen Toleranzen für Abblendlicht. Die meisten Autohersteller, wie zum Beispiel Audi, Volkswagen und BMW, statten ihre Neuwagen mit solchen Fahrlichtschaltungen aus, Fachwerkstätten bieten sie als Nachrüstlösung an.

Tagfahrlichtschaltung (oben) und normales Abblendlicht (unten)

Bei Fahrlichtschaltungen werden die Abblendscheinwerfer mittels eines Relais automatisch eingeschaltet, wenn der Motor läuft. Der Nachteil dieser Lösung ist die hohe Leistungsaufnahme der Hauptscheinwerfer. Außerdem sind die Halogen-Glühlampen verhältnismäßig teuer, bei manchen Fahrzeugmodellen außerdem sehr schwierig zu wechseln. Darüber hinaus ist auch der Lampenverschleiß für Armaturenbrettbeleuchtung und Begrenzungslichtlampen erheblich.
Alternativ zu den Fahrlichtschaltungen gibt es „modifizierte Tagfahrlichtschaltungen“. Diese Variante schaltet z. B. Armaturenbrettbeleuchtung, Begrenzungslichter und Kennzeichenbeleuchtungen ab oder versorgt ausschließlich die Frontscheinwerfer während der Tagfahrlichtfunktion mit Strom. Die Technik der Pulsweitenmodulation erlaubt es darüber hinaus, die Stromaufnahme der verwendeten Frontscheinwerfer, welche als Tagfahrlampenersatz dienen sollen, geringfügig (für Abblendlicht oder Nebelscheinwerfer) zu reduzieren (Reduktion darf eine Herabsetzung der Leuchtstärke unter die Toleranzen der ECE nicht bewirken). In Kanada wird z. B. darüber hinaus zu 70 % das Fernlicht mit einer wesentlich stärkeren Stromreduktion versorgt, diese Reduktion bewirkt eine Leuchtstärke, welche annähernd jener der Tagfahrlichtleuchten gemäß ECE 87 entspricht.
Bei Xenonlampen sind die Möglichkeiten der Lebensdauerverlängerung deutlich eingeschränkt. Xenonlampen sind Lichtbogenlampen und benötigen stets die volle notwendige Leistung, um ein „Abreißen“ des Lichtbogens zu verhindern. Hier kann nur durch eine durchdachte Schaltungslogik die Anzahl der Zündvorgänge drastisch reduziert werden. Das kurzlebigste Bauteil bei Xenonlampen sind nicht die Lampen selbst, sondern die Steuermodule mit dem Hochspannungsgenerator. Diese Bauteile haben üblicherweise die halbe Lebensdauer einer Xenonlampe.

### Tagfahrleuchten
Tagfahrleuchten sind lichtschwache, verbrauchsarme und langlebige Leuchten, die weniger Leuchtkraft haben als das Abblendlicht, aber viermal so intensiv leuchten wie die vorderen weißen Umrissleuchten (das ist oft auch das Standlicht). Die technische Norm Nr. 87 der UNO-Wirtschaftskommission für Europa (ECE) sieht für Tagfahrleuchten eine Lichtstärke von mindestens 400 Candela pro Leuchte vor. Damit wird das Fahrzeug besser erkennbar, die Straße kann aber nicht ausgeleuchtet werden. Tagfahrleuchten sind nur nach vorne gerichtet. Je nach Markt, so in der Europäischen Union, der Schweiz oder in Skandinavien, müssen Tagfahrleuchten für sämtliche Autos ab Werk installiert sein.

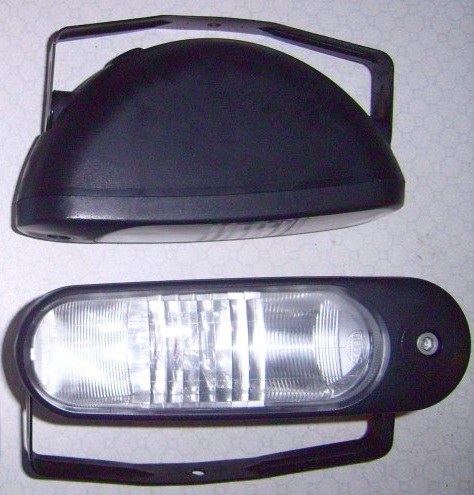
Tagfahrleuchte als Universal-Nachrüstset

Tagfahrleuchten können universell einsetzbar oder so ausgelegt sein, dass sie nur für die Nachrüstung bestimmter Fahrzeuge geeignet sind. Eingesetzt werden entweder Glühlampen (mit Leistungen zwischen 5 und 21 Watt) oder LEDs.
Die maximale Leistungsaufnahme liegt bei Einsatz solcher Nachrüstlösung also zwischen 10 und 42 Watt für beide Tagfahrleuchten. Standlicht, Schlussleuchten, Armaturenbeleuchtung und hintere Kennzeichenbeleuchtung bleiben dunkel und verschleißen daher auch nicht. Bei Einschalten der normalen Scheinwerfer müssen die Tagfahrleuchten automatisch ausgeschaltet werden.
- Halogenlampen für die Tagfahrleuchten gibt es in speziellen Ausführungen mit einer verlängerten Lebensdauer von 1000 oder mehr Stunden.
- LEDs haben eine Lebensdauer von bis zu 100.000 Stunden.

LED-Tagfahrleuchte im Betrieb

Tagfahrleuchten, die den Anforderungen der ECE-Richtlinie Nr. 87 entsprechen, sorgen für die im Straßenverkehr gewünschte Signalisationswirkung. Abblendlicht wäre zwar heller, ist aber nicht notwendig. Bei der Verwendung von Tagfahrlicht geht es nicht um maximale, sondern um optimale Signalwirkung.

Montierte LED-Tagfahrleuchte

Die bekannten Probleme bei der Montage von zusätzlichen Fernlicht- und Nebelscheinwerfern sind nicht auf (LED-)Tagfahrleuchten übertragbar. Zwar finden sich an modernen Autos oft keine geeigneten Stellen zur Aufnahme von zusätzlichen Fern- oder Nebelscheinwerfern, moderne LED-Tagfahrleuchten sind allerdings viel kleiner, die Größe der leuchtenden Fläche muss nach ECE-R87 nur mindestens 25 cm² und darf maximal 200 cm² betragen.
Auch ist die Nachrüstung nicht so schwierig, weil insbesondere LED-Tagfahrleuchten durch den Einsatz leichter Kunststoffe keine mechanisch stark beanspruchbaren Halterungen benötigen und vielfach einfacher auf oder unter dem Kunststoffstoßfänger angeschraubt werden können.

### Nachrüstung nach R48/R87/R97
Entsprechend der ECE-R48-Regelung sind bei der Montage separater Tagfahrleuchten einige Bestimmungen bezüglich des Montageortes und der Funktionsweise zu beachten:
- Montageort: Fahrzeugfront
- Abstand vom Boden: mindestens 250 mm, maximal 1500 mm
- Abstand zwischen den Leuchten: bei einer Fahrzeugbreite über 1300 mm mindestens 600 mm, ansonsten mindestens 400 mm
- Abstand zwischen Fahrzeugaußenkanten und Tagfahrleuchten, die als Begrenzungsleuchte verwendet werden: maximal 400 mm
- Tagfahrleuchten müssen sich bei Aktivierung des Abblendlichtes automatisch abschalten und dürfen nicht zusammen mit dem Stand-, Abblendlicht oder Fernlicht leuchten (Ausnahme: Lichthupe oder bei Verwendung als gedimmtes Begrenzungslicht).
- Werden die gedimmten Tagfahrleuchten zusätzlich als Positionsleuchten verwendet, so muss das serienmäßige Standlicht an der Fahrzeugfront des Fahrzeuges außer Betrieb gesetzt werden.
- Die Leuchten müssen eine (E)-Nummer und die Bezeichnung RL tragen.

Alle Abstandsangaben beziehen sich jeweils auf die Kante der Leuchtfläche der Tagfahrlichter.

### Nachrüstung nach R7
Tagfahrleuchten können auch eine R7-Kennzeichnung tragen, dann gibt es einen Unterschied in der Funktion zu normalen Tagfahrleuchten mit einer R87-Kennzeichnung:
- Kombinierte Umriss- und Tagfahrleuchten müssen sich bei Aktivierung des Abblendlichtes automatisch in ihrer Leistung dimmen und dürfen nicht zusammen mit dem Abblendlicht oder Fernlicht in voller Leuchtstärke leuchten (Ausnahme: Lichthupe).
- Als Umrissleuchten (oder Standleuchten) müssen sie möglichst weit außen am Fahrzeug angebracht werden und wegen der kombinierten Funktion als Standlicht mindestens 35 cm hoch.
- Es dürfen vorne nicht zu viele Stand- und Umrissleuchten angebracht werden. Die Europäische Norm sieht zwei Umrissleuchten vor, die deutsche StVZO § 51 spricht von „Zulässig sind zwei zusätzliche Begrenzungsleuchten, die Bestandteil der Scheinwerfer sein müssen“.

Wichtig nach StVZO: Die ECE-Regelung 48, welche auch von Österreich anerkannt wird, legt die Anbringung der Tagfahrleuchten an der Fahrzeugfront in Höhe, Breite, Längsrichtung, geometrischer Sichtbarkeit, Ausrichtung und Schaltung in der gültigen Fassung von 1995 unter Punkt 6.19.4 fest.
Tagfahrleuchten müssen der ECE-Regelung 87 entsprechen und die Kennbuchstaben RL (steht für „Running Light“) tragen, ansonsten zählt dieses bei einer Hauptuntersuchung als erheblicher Mangel und es kann in der Kaskoversicherung zur Kürzung der Entschädigungsleistung kommen, sofern bei einem Unfall ein ursächlicher Zusammenhang nachgewiesen werden kann. Die Zulassung von LED-Leisten als Tagfahrlicht hat die Nachrüstung vereinfacht, da sich passende Einbauöffnungen in vielen Frontverkleidungen finden. Beim teils sehr preiswert angebotenen LED-Tagfahrlicht muss auf die Zulassung nach R87 geachtet werden, da im Handel auch nichtkonforme sogenannte LED-Tagfahrlichter „zu Showzwecken“ erhältlich sind.

## Rechtsvorschriften

### Europa

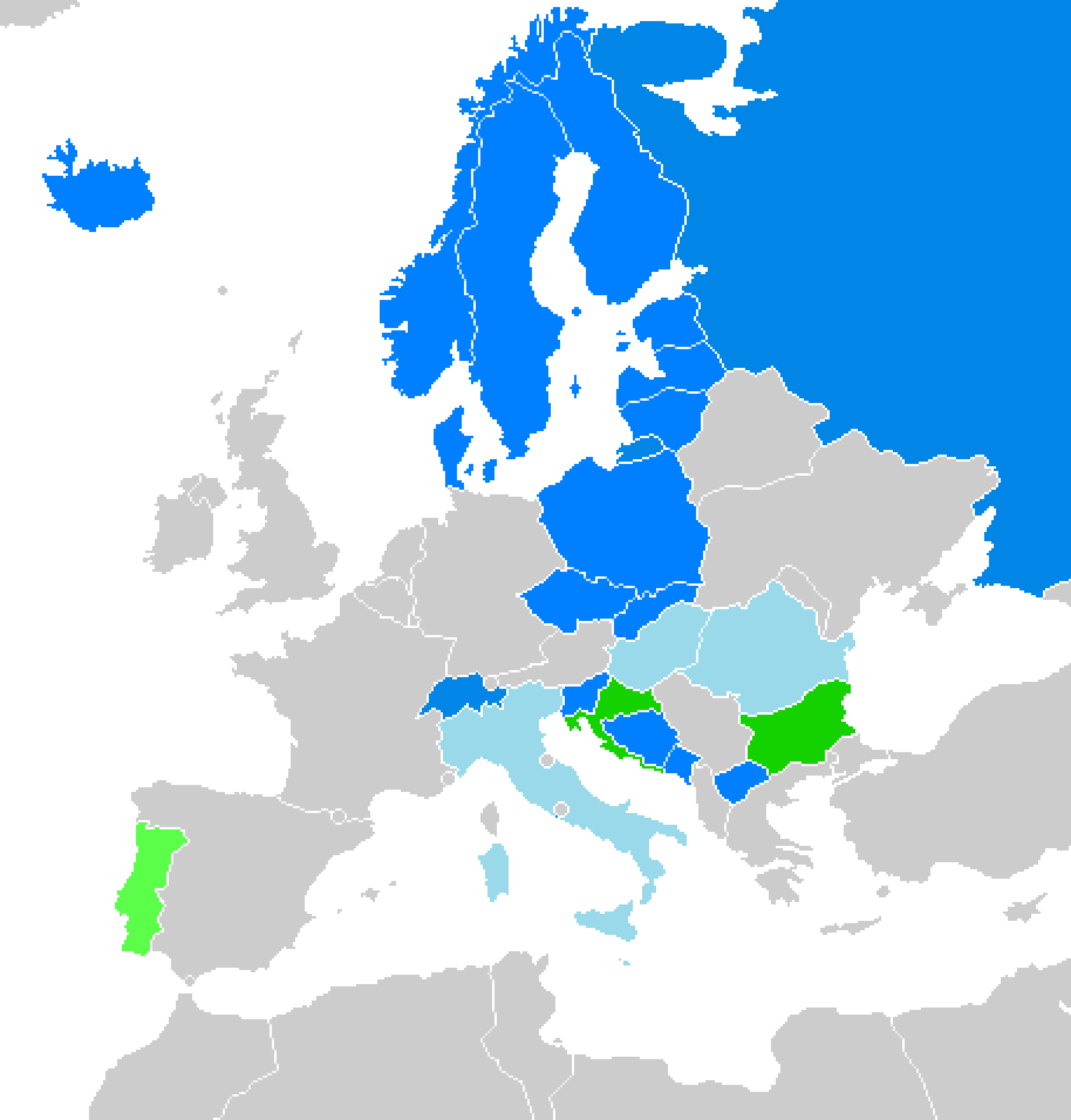
Länder mit Tagfahrlicht-Pflicht für PKW und LKW (Stand 2014):
ganzjährig, auf allen Straßen;
ganzjährig, aber nur außerorts;
auf allen Straßen im Winter;
ganzjährig, aber nur streckenweise

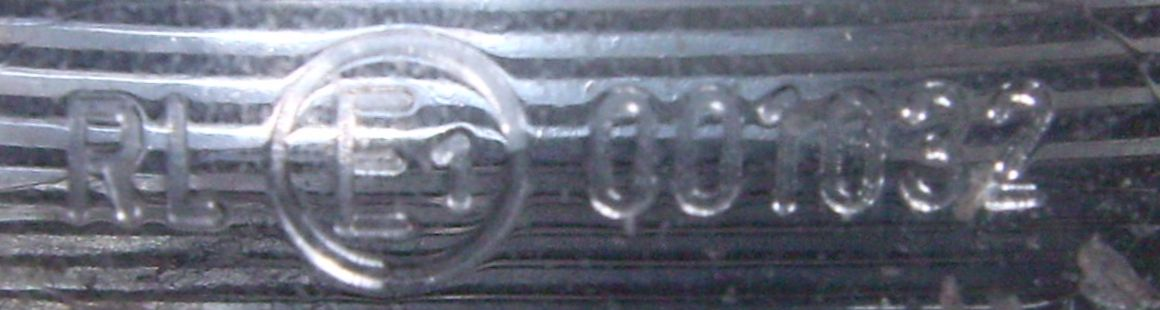
Zulassungsnummer gemäß ECE-R87 mit RL (running lights) auf dem Leuchtenglas. Leuchten ohne RL-Kennzeichnung sind nicht als Tagfahrleuchten zulässig.

Die Tagfahrlicht-Regelungen sind in den europäischen Ländern höchst unterschiedlich. Einige Länder geben überhaupt keine Lichtbestimmungen vor oder haben eine solche Vorschrift inzwischen sogar wieder aufgehoben. In manchen Ländern ist Tagfahrlicht vorgeschrieben, in anderen verboten, in weiteren lediglich empfohlen. Teilweise gibt es unterschiedliche Vorschriften für Motorräder und für mehrspurige Fahrzeuge. Selbst in den Ländern mit Lichtpflicht ist das Fahren mit Licht am Tag unterschiedlich geregelt. 
Zu den Ländern, die keine Lichtbestimmungen vorgeben, gehören unter anderem Belarus, Belgien, Großbritannien, Irland, Luxemburg, Monaco, San Marino, Spanien, die Türkei, die Ukraine und Zypern. Zu den Ländern, die Vorschriften wieder aufgehoben haben, gehören insbesondere Österreich (siehe unten), in Kroatien stark eingeschränkt.
Bosnien und Herzegowina, Kroatien, Mazedonien, Slowenien und Spanien schreiben das Mitführen von Ersatzglühlampen vor. In Tschechien wurde diese Regelung im Oktober 2018 aufgehoben.
Zu den Ländern, die Lichtnutzung vorschreiben gehören insbesondere:
| Land                    | Tagfahrlicht | Abblendlicht | Nebelscheinwerfer                               | Bemerkungen                                                                       | Bußgeld bei Verstoß                          |
| ----------------------- | ------------ | ------------ | ----------------------------------------------- | --------------------------------------------------------------------------------- | -------------------------------------------- |
| Bosnien und Herzegowina | Ja           | Ja           |                                                 | Auf allen Straßen, ganzjährig                                                     | 15 €                                         |
| Bulgarien               | Ja           | Ja           | Ja                                              | Auf allen Straßen, ganzjährig                                                     | 50 BGN {\displaystyle \approx } 26 €         |
| Dänemark                | Ja           | Ja           | Nur bei guter Sicht und zusammen mit Standlicht | Auf allen Straßen, ganzjährig                                                     | 1000 DKK {\displaystyle \approx } 135 €      |
| Estland                 | Ja           | Ja           | Geduldet                                        | Auf allen Straßen, ganzjährig                                                     | 190 €                                        |
| Finnland                | Ja           | Ja           | Geduldet                                        | Auf allen Straßen, ganzjährig                                                     | 100 €                                        |
| Island                  | Ja           | Ja           | Geduldet                                        | Auf allen Straßen, ganzjährig                                                     | 5000 ISK {\displaystyle \approx } 33 €       |
| Italien                 | Ja           | Ja           | Geduldet                                        | Nur auf Autobahnen sowie außerorts, ganzjährig                                    | Min. 42 €                                    |
| Kroatien                | Ja           | Ja           |                                                 | Auf allen Straßen, vom letzten Sonntag im Oktober bis zum letzten Sonntag im März | 30 €                                         |
| Lettland                | Ja           | Ja           | Geduldet                                        | Auf allen Straßen, ganzjährig                                                     | ca. 10 €                                     |
| Liechtenstein           |              | Ja           |                                                 | Auf allen Straßen, ganzjährig                                                     | 40 CHF {\displaystyle \approx } 41 €         |
| Litauen                 | Geduldet     | Ja           | Geduldet                                        | Auf allen Straßen, ganzjährig                                                     | Bis zu 15 €                                  |
| Moldawien               | Nein         | Ja           | ?                                               | Auf allen Straßen, von November bis zum März des Folgejahres                      | Ca. 300 MDL {\displaystyle \approx } 15 €    |
| Montenegro              | Ja           | Ja           |                                                 | Auf allen Straßen, ganzjährig                                                     | 30 €                                         |
| Niederlande             |              | Ja           |                                                 | ganzjährig inner- und außerorts                                                   | bis zu 60 Euro                               |
| Nordmazedonien          | Ja           | Ja           | Nein                                            | Auf allen Straßen, ganzjährig                                                     | 35 €                                         |
| Norwegen                | Ja           | Ja           | Ja                                              | Auf allen Straßen, ganzjährig                                                     | Ca. 3000 NOK {\displaystyle \approx } 265 €  |
| Polen                   | Ja           | Ja           | Geduldet                                        | Auf allen Straßen, ganzjährig                                                     | 250 PLN {\displaystyle \approx } 60 €        |
| Portugal                |              | Ja           |                                                 | auf einzelnen Strecken, ganzjährig                                                | Min. 60 €                                    |
| Rumänien                | Ja           | Ja           |                                                 | Nur auf Autobahnen sowie außerorts, ganzjährig                                    | ab 80 RON {\displaystyle \approx } 20 €      |
| Russland                | Ja           | Ja           |                                                 | Auf allen Straßen, ganzjährig                                                     | Bis zu ca. 200 €                             |
| Schweden                | Ja           | Ja           | Ja                                              | Auf allen Straßen, ganzjährig                                                     | 500 SEK {\displaystyle \approx } 50 €        |
| Schweiz                 | Ja           | Ja           | Nein                                            | Auf allen Straßen, ganzjährig                                                     | 40 CHF {\displaystyle \approx } 41 €         |
| Serbien                 | Ja           | Ja           | Ja                                              | Auf allen Straßen, ganzjährig                                                     | 3500 RSD {\displaystyle \approx } 30 €       |
| Slowakei                | Ja           | Ja           | Nein                                            | Auf allen Straßen, ganzjährig                                                     | ca. 20 € bis 60 €                            |
| Slowenien               | Ja           | Ja           | Nein                                            | Auf allen Straßen, ganzjährig                                                     | Min. 40 €                                    |
| Tschechien              | Ja           | Ja           | Nein                                            | Auf allen Straßen, ganzjährig                                                     | Max. 2500 CZK {\displaystyle \approx } 104 € |
| Ungarn                  | Ja           | Ja           | Ja                                              | Nur auf Autobahnen sowie außerorts, ganzjährig                                    | 12.000 HUF {\displaystyle \approx } 40 €     |
| Land                    | Tagfahrlicht | Abblendlicht | Nebelscheinwerfer                               | Bemerkungen                                                                       | Bußgeld bei Verstoß                          |

Vorschriften in den jeweiligen Staaten

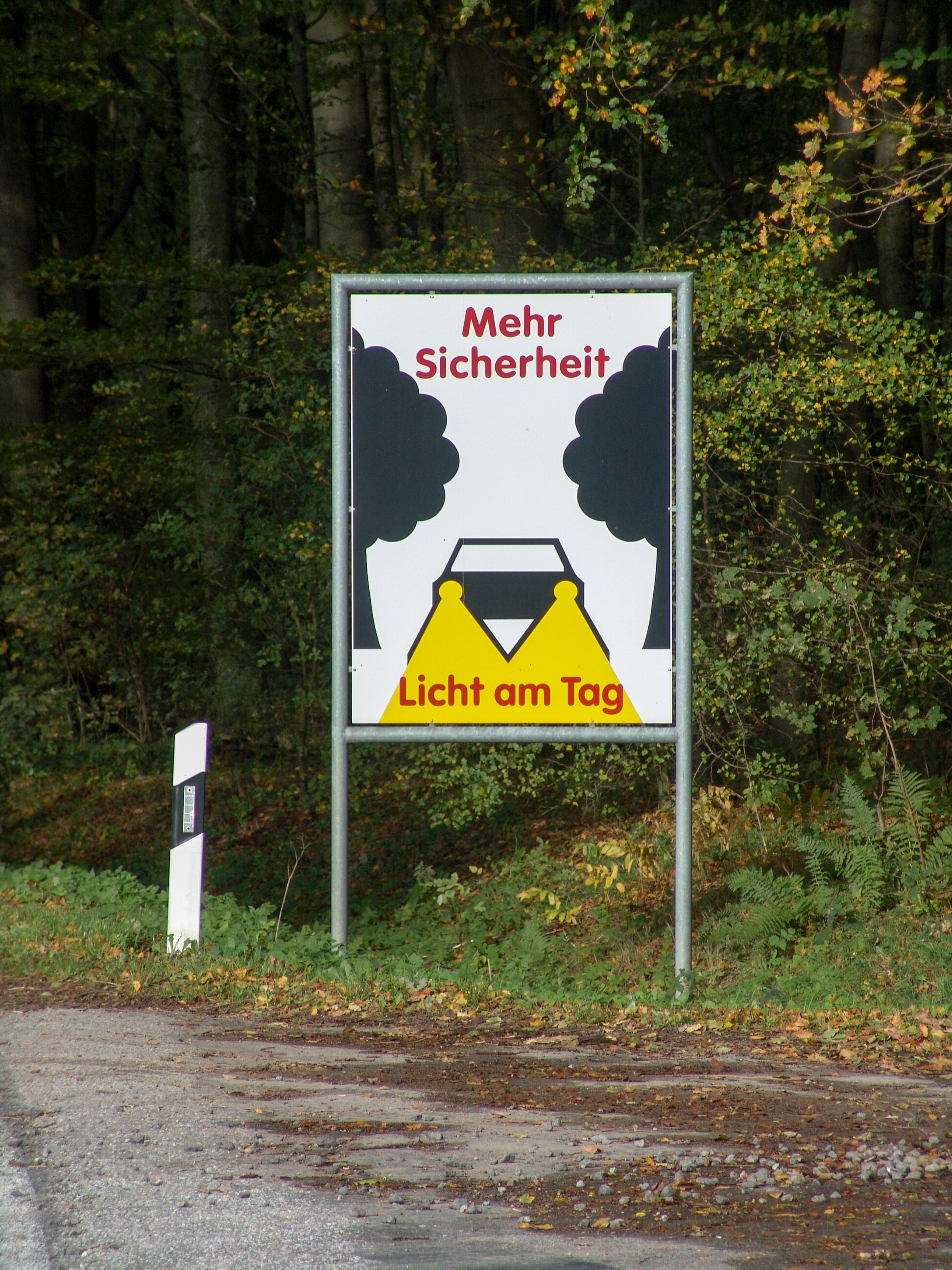
Hinweisschild eingangs eines Waldgebietes in Mecklenburg-Vorpommern

In Deutschland und Frankreich gibt es für Autofahrer nur die Empfehlung, am Tag mit Licht zu fahren. So wurde am 31. Oktober 2003 in § 49a Abs. 5 die deutsche Straßenverkehrs-Zulassungs-Ordnung (StVZO) zu Tagfahrleuchten ergänzt.
Eingeschaltete Nebelscheinwerfer sind dagegen in Deutschland, Frankreich und der Schweiz ohne zwingenden Grund des Einschaltens, z. B. Nebel, Regen oder Schneefall, verboten. Motorräder müssen gemäß § 17 Abs. 2a, StVO auch tagsüber mit eingeschaltetem Abblendlicht oder mit eingeschalteten Tagfahrleuchten unterwegs sein. 
In Österreich war von 15. November 2005 bis 31. Dezember 2007 entweder das Tagfahrlicht oder Abblendlicht erforderlich (ab 15. April 2006 alternativ auch die Nebelscheinwerfer, wenn sie in die Fahrzeugfront integriert sind und nicht nachträglich angebaut wurden). Auch das Dimmen gemäß ECE-Regelung Nr. 87 war zulässig. Nachdem die Unfallzahlen in Österreich im Jahr 2007 sehr stark angestiegen sind, wurden massive Zweifel an der Sinnhaftigkeit einer Verpflichtung zum Tagfahrlicht sowohl von manchen Experten, Politikern und Verkehrsclubs als auch von vielen Autofahrern vorgebracht und über eine Abschaffung oder Novellierung der Verordnung diskutiert. Seit 1. Januar 2008 ist die Lichtpflicht für Tagfahrten wieder aufgehoben. Unverändert gilt die Lichtpflicht bei schlechten Sichtverhältnissen und Dunkelheit. Das Fahren ausschließlich mit Begrenzungslicht (Standlicht) ist in Österreich bei guten Sichtverhältnissen erlaubt.
In Ungarn genügt dem Gesetzgeber, dass bei guten Sichtverhältnissen nur das Begrenzungslicht (Standlicht) benutzt wird.
In Griechenland dürfen Pkw das Abblendlicht tagsüber nicht einschalten. Ausnahmen gelten bei schlechten Sichtverhältnissen und für Fahrzeuge mit automatischem Abblendlicht. So kann ein sehr helles Tagfahrlicht mit streuendem Lichtkegel gegebenenfalls von griechischen Exekutivorganen als verkehrswidrig eingestuft und eine Strafe angesetzt werden. Jedoch gibt es keine gesetzliche Bestimmung, die Licht am Tag in Griechenland absolut verbietet.
In Italien, Rumänien und Ungarn gilt eine Lichtpflicht ganzjährig außerorts.
In Kroatien wurde 2009 die seit 2004 ganzjährig gültige Lichtpflicht wieder abgeschafft. Licht am Tag ist nur mehr während der Winterzeit, vom letzten Sonntag im Oktober bis zum letzten Sonntag im März des Folgejahres vorgeschrieben.
In der Schweiz gilt für E-Bikes eine obligatorische Verwendung des Tagfahrlichts seit dem 1. April 2022.
Regelungen zur Technischen Ausrüstung von Fahrzeugen
Seit Februar 2011 müssen in der Europäischen Union alle neu typisierten PKW- und Transportermodelle mit Tagfahrlicht ausgerüstet sein.
In vielen Ländern sind spezielle Tagfahrleuchten an der Fahrzeugfront auf Basis der aktuellen Rechtslage zulässig: Gemäß § 19 Abs. 1 StVZO folgt der Anbau von Beleuchtungs- und Signaleinrichtungen bei Kraftfahrzeugen den jeweils gültigen europäischen ECE-Regelungen.
Für Leuchten bzw. Tagfahrleuchten gilt hier die ECE-Regelung R48/R87 in der seit 1995 gültigen Fassung. Sie erlaubt zwei Leuchten an Kraftfahrzeugen und legt unter Punkt 6.19.4 die Anordnung an der Fahrzeugfront fest (in Breite, Höhe, Längsrichtung, geometrischer Sichtbarkeit und Ausrichtung). Diese Regelung gilt in allen europäischen Ländern, welche die ECE-Regelungen anerkennen. Die ECE-Regelung Nr. 87 schreibt unter anderem vor:
- Stärke zwischen 400 und 800 Candela pro Scheinwerfer
- weißes Licht
- automatisches Einschalten mit der Zündung
- Es muss möglich sein, die automatische Einschaltung der Tagfahrleuchten ohne den Gebrauch von Werkzeug ein- und auszuschalten.
- Automatisches Ausschalten, wenn die Standlichter oder Scheinwerfer eingeschaltet werden (dies gilt nicht bei Verwendung der Lichthupe).

Darüber hinaus ist zum 31. Oktober 2003 die Änderung des § 49a StVZO wirksam geworden (BGBl. I S. 2085, 2087). Unter dem neu hinzugefügten Punkt 5 sind jetzt allein betriebene Tagfahrleuchten (ohne gleichzeitig eingeschaltetes Rücklicht) zusätzlich auch auf Basis des nationalen Rechts zulässig.
Spezielle Tagfahrleuchten müssen gemäß der technischen Vorschrift ECE-R87 genehmigt sein und tragen die Buchstabenkombination „RL“ im Genehmigungszeichen auf der Abschlussscheibe.
Allgemein gilt: Tagfahrleuchten dürfen nur allein leuchten oder mit dem Standlicht geschaltet sein. Eine Kombination mit dem Abblendlicht ist unzulässig. Das heißt, dass Tagfahrleuchten und Abblendlicht nie gemeinsam leuchten dürfen.
Eine Ausnahme bilden Fahrzeuge, bei denen das Tagfahrlicht allein mit 100 Prozent Leuchtkraft leuchtet und bei Einschalten des Abblendlichts sich das Tagfahrlicht auf Standlichtniveau dimmt, damit gilt es rechtlich als Standlicht bzw. Begrenzungsleuchte und ist auch in Kombination mit dem Abblendlicht zulässig. Mittlerweile wird diese Lösung auch zum nachträglichen Einbau angeboten. Nachgerüstete Tagfahrleuchten müssen mindestens 25 Zentimeter vom Boden und dürfen höchstens 40 Zentimeter vom Außenrand des Fahrzeugs entfernt sein. Der Abstand zwischen den Leuchten muss bei Fahrzeugen mit einer Breite von mehr als 1,30 Meter mindestens 60 Zentimeter betragen.
Nach der Richtlinie 2008/89/EG der Kommission vom 24. September 2008 zur Änderung der Richtlinie 76/756/EWG des Rates und zur Anpassung an die UN/ECE-Regelung Nr. 48 müssen seit dem 7. Februar 2011 alle neuen Fahrzeugtypen und neu in Verkehr kommende Kraftfahrzeuge zur Personenbeförderung mit vier Rädern und maximal acht Sitzplätzen (außer dem Fahrersitz) (M1) und Kraftfahrzeuge für Güterbeförderung mit mindestens vier Rädern und mit einem zulässigen Gesamtgewicht bis zu 3,5 t (N1) in der Europäischen Union mit Tagfahrlicht ausgerüstet sein, um eine Betriebserlaubnis oder eine europäische Typgenehmigung (ECE-Homologation) zu bekommen. Seit dem 7. August 2012 gilt die Pflicht zur Ausstattung mit Tagfahrleuchten für alle anderen neuen Fahrzeugmodelle.

### Nordamerika
In Kanada wurden zum 1. Januar 1990 die Zulassungsvorschriften geändert, die ein Taglicht für alle neu zugelassenen Fahrzeuge vorschreibt. Ursprünglich sollten sich die technischen Vorschriften an den skandinavischen Bestimmungen orientieren, die maximal 1500 Candela erlaubt hätten. Die Fahrzeughersteller monierten jedoch, dass die Zusatzausrüstung mit eigenen Lampensätzen zu teuer würde. Letztlich eingeführt wurde eine Erlaubnis, die normalen Scheinwerfer mit geringerer Spannung in einer Taglichtschaltung zu betreiben, die dann bis zu 7000 Candela erreichen dürfen. Zudem darf das Taglicht auch gelblich sein, was den Einsatz von Blinker- und Begrenzungsleuchten für den Zweck des Tagfahrlichtes erlaubt.
Nachdem in Kanada das Tagfahrlicht für alle Fahrzeugneuzulassungen durchgesetzt worden war, hat General Motors bei der Verkehrsbehörde der USA angefragt, die gleichen Regelungen ebenfalls zu erlauben, damit nur eine Modellpalette für den nordamerikanischen Markt produziert werden muss. Ursprünglich wurde diese Regelung abgelehnt, da dem (hellen) Tagfahrlicht eine Blendwirkung zugeschrieben wird, jedoch wurde schließlich 1995 das Taglicht entsprechend den kanadischen Regelungen erlaubt. Nachdem es zu Beschwerden kam, darunter die Blendwirkung von Fahrscheinwerfern und die Verwechslungsmöglichkeit bei Nutzung von Blinklichtern betreffend, wurden die Regelungen seit 1997 überarbeitet, und dabei vorgeschlagen, die Lichtdichte auf 1500 Candela zu reduzieren – also gerade dem ursprünglichen kanadischen Vorschlag entsprechend und auf vergleichbarer Höhe mit den europäischen Regelungen. Dieser Vorschlag wurde jedoch 2004 zurückgezogen.

### Andere Länder
In Australien sind Tagfahrleuchten zugelassen, aber es gibt keine Tagfahrlichtpflicht – dies wurde aus Gründen des Schutzes der schwächeren Verkehrsteilnehmer wieder abgeschafft.
In Kenia gibt es eine Lichtpflicht am Tag.
In Namibia gibt es eine Lichtpflicht am Tag außerhalb von Ortschaften, ein Verstoß dagegen kostet 2000 N$ (~ 140 €, Stand 29. Dezember 2016).

## Studien zur Verkehrssicherheit

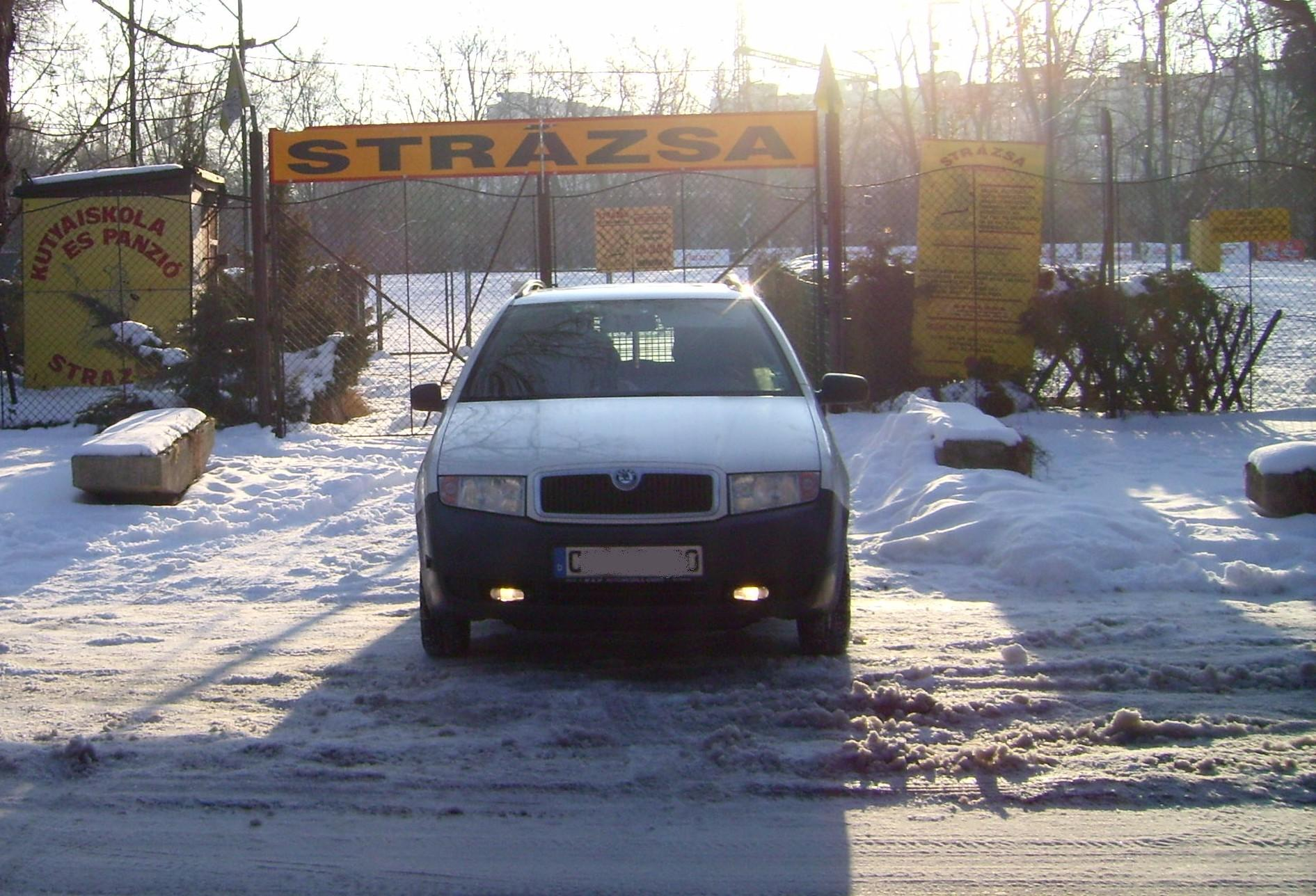
Tagfahrleuchten (je 6 Watt) im Gegenlicht

Wie oben bereits ausgeführt wurden und werden die Sicherheitseffekte durch Tagfahrlicht in Fachkreisen kontrovers diskutiert und die meisten der bisherigen Studien zum Thema Tagfahrlicht liefern bisher keine verlässlichen Daten.
Eine Langzeitstatistik der UN-Wirtschaftskommission für Europa von 1970 bis 1988 weist keine Vorteile der Lichtpflicht nach.
Eine 2000 für die Schweiz erstellte zusammenfassende Untersuchung 24 unabhängiger Studien, die zwischen 1960 und 1996 in neun Ländern durchgeführt wurden, ergab dagegen eine positive Auswirkung auf die Verkehrssicherheit, insbesondere in Norwegen, Schweden und Finnland. Dies liege vor allem daran, dass in den nordischen Ländern die unfallträchtigen Dämmerungszeiten länger sind.
Die Bundesanstalt für Straßenwesen (BASt) hat 2005 aus verschiedenen ausländischen Untersuchungen ein Kosten-Nutzen-Verhältnis von 1,6 bei Abblendlicht und 3 bei speziellen Tagfahrleuchten errechnet.
Die oben erwähnte Abschaffung der Verpflichtung zum „Licht am Tag“ in Österreich im Jahr 2008 wurde unter anderem mit Studien begründet, die angaben, dass die Maßnahme „Licht bei Tag“ in Summe keinerlei Sicherheitsgewinn erbrachte, den CO2-Ausstoß erhöhte und die Autofahrer mit durchschnittlich 50 Euro pro Jahr belastete. Der letztendliche Grund für diese Maßnahme war aber eine wahrnehmungsphysiologische Studie, die anhand von Augenbewegungsmessungen die oben erwähnte Fixierung auf für das unmittelbare Vorfeld des eigenen Fahrzeuges mit den dort eigentlich unwesentlichen Informationen bestätigte, wodurch sich die Reaktion auf plötzlich auftretende Gefahren verschlechtere.
Der ADFC bewertete die 2008 in Abstimmung mit ECF, FEMA und FEVR den Einfluss auf unbeleuchtete Verkehrsteilnehmer, z. B. Fahrradfahrer und Fußgänger. Deren Wahrnehmungsschwelle würde reduziert wenn Autofahrer so konditioniert werden, sich auf aktives Tagfahrlicht zu verlassen. Die Gefahr für unbeleuchtete Verkehrsteilnehmer nehme daher deutlich zu.
Eine Studie der Unfallforschung der Versicherer (UDV) aus dem Jahr 2011 konnte keine nennenswerten positiven Effekte auf die Verkehrssicherheit durch Tagfahrlicht feststellen. Allerdings konnten nach umfangreichen Versuchsreihen im Lichtkanal, im Fahrsimulator und im realen Straßenverkehr auch keine negativen sicherheitsrelevanten Einflüsse auf schwächere Verkehrsteilnehmer registriert werden.
Umstritten war die Einführung des Tagfahrlichts auch bei den Motorradfahrerverbänden, da Motorräder vor dessen Aufkommen quasi als Alleinstellungsmerkmal auch tagsüber mit Abblendlicht unterwegs waren. Da die Silhouette eines Motorradfahrers von vorn im Verhältnis zu seiner Näherungsgeschwindigkeit deutlich schlechter wahrnehmbar ist als die eines zweispurigen Fahrzeugs, ist es sinnvoll, den eingeschalteten Scheinwerfer als „Wahrnehmungsverstärker“ einzusetzen, zumal es im Straßenbild nicht mehr so viele Motorradfahrer gibt, dass ein schneller Abstumpfungseffekt dieser Wahrnehmung zu erwarten wäre. Motorradfahrer fürchten konkret, dass sie spätestens mit der flächendeckenden Einführung des Tagfahrlichts benachteiligt werden und ihr Anteil an den Unfallzahlen wieder steigen wird. Konkrete Untersuchungen hierzu stehen aber ebenfalls noch aus.

## Energieverbrauch und Wartungskosten
Bei der Verwendung der normalen Beleuchtungsanlage summiert sich die Leistung von Frontscheinwerfern, Kennzeichen- und Instrumentenbeleuchtung je nach Fahrzeugmodell auf 150 bis 200 Watt. Da der Generator diese Leistung zusätzlich aufbringen muss, steigt der Kraftstoffverbrauch. Das Ausmaß des Mehrverbrauchs hängt stark vom Fahrprofil ab. Als Mittelwert nennen hier der TÜV-Rheinland sowie die Bundesanstalt für Straßenwesen für Pkw mit Ottomotor 0,2 l auf 100 km und für Pkw mit Dieselmotor 0,14 l auf 100 km. Ein moderner Dieselmotor verbraucht bei ungünstigen Betriebsbedingungen ungefähr 300 g/kWh, das wären also 60 g/h, im Optimum des Betriebes nur 40 g/h, also etwa 0,05 l/h. Bei einem Wirkungsgrad zwischen Dieselmotor und Lichtquelle (also vor allem Verlust des Generators) von 75 % und einer Durchschnittsgeschwindigkeit von 50 km/h kommt man im günstigsten Fall auf (0,05 l/h * 1/50 km/h * 1/0,75 * 100 km =) 0,133 l/100 km, bei nicht optimalem Betriebspunkt und bei Ottomotoren entsprechend höher (die Jahresfahrleistung eines Pkw in Deutschland liegt im Schnitt bei 16.500 km).
Aktuell erhältliche LED-Tagfahrleuchten haben unter 10 Watt, also 95 % weniger Verbrauch verglichen mit konventioneller Beleuchtung nach Abzug von unnötigen Beleuchtungseinrichtungen. Das Kraftstoffäquivalent sinkt so auf einen Wert um 0,01 l/100 km bis 0,02 l/100 km.